# Éber Henrique Ferreira de Bessa
Éber Henrique Ferreira de Bessa (* 21. März 1992 in Belo Horizonte), auch bekannt als Éber Bessa, ist ein brasilianischer Fußballspieler.

## Karriere
Éber Bessa erlernte das Fußballspielen in der Jugendmannschaft von Cruzeiro Belo Horizonte im brasilianischen Belo Horizonte. Hier unterschrieb er am 1. April 2011 auch seinen ersten Vertrag. Von Januar 2012 bis April 2012 wurde er an den Nacional EC ausgeliehen. Der Villa Nova AC lieh ihn von April 2013 bis November 2013 aus. 2014 wechselte er ebenfalls auf Leihbasis nach Thailand. Hier spielte er für den Phuket FC. Der Verein aus Phuket spielte in der zweiten thailändischen Liga. Nach der Ausleihe kehrte er Ende 2014 nach Brasilien zurück. Im Januar 2015 zog es ihn nach Europa, wo er in Portugal einen Vertrag beim CS Marítimo unterschrieb. Mit dem Verein aus Funchal spielte er 80-mal in der ersten Liga. Siebenmal kam er in der zweiten Mannschaft zum Einsatz. Am 1. Juli 2018 wechselte er nach Setúbal zum Ligakonkurrenten Vitória Setúbal. Für Vitória spielte er 62-mal in der ersten Liga. Im Oktober 2020 ging er bis Jahresende nach Brasilien. Hier schloss er sich dem Erstligisten Botafogo FR aus Rio de Janeiro an. Für Botafogo stand er siebenmal in der Série A auf dem Spielfeld. Im Januar 2021 ging er wieder nach Portugal. Hier verpflichtete ihn der Erstligist Nacional Funchal aus Madeira. Bei Funchal stand er bis September 2021 unter Vertrag. Für Funchal absolvierte er 14 Erstligaspiele. Im September 2021 ging er nach Indonesien. Hier unterschrieb er einen Vertrag beim Erstligisten Bali United. Mit dem Verein aus Bali wurde er am Ende der Saison 2021/22 indonesischer Meister.

## Erfolge
Bali United
- Indonesischer Meister: 2021/22